# 刘军 (1968年)
刘军（1968年5月—），女，汉族，内蒙古呼和浩特人，中华人民共和国政治人物。现任宁夏回族自治区人民政府副主席，中共宁夏回族自治区党委宣传部副部长，宁夏回族自治区文化和旅游厅党组书记、厅长。